# Sapotàcies

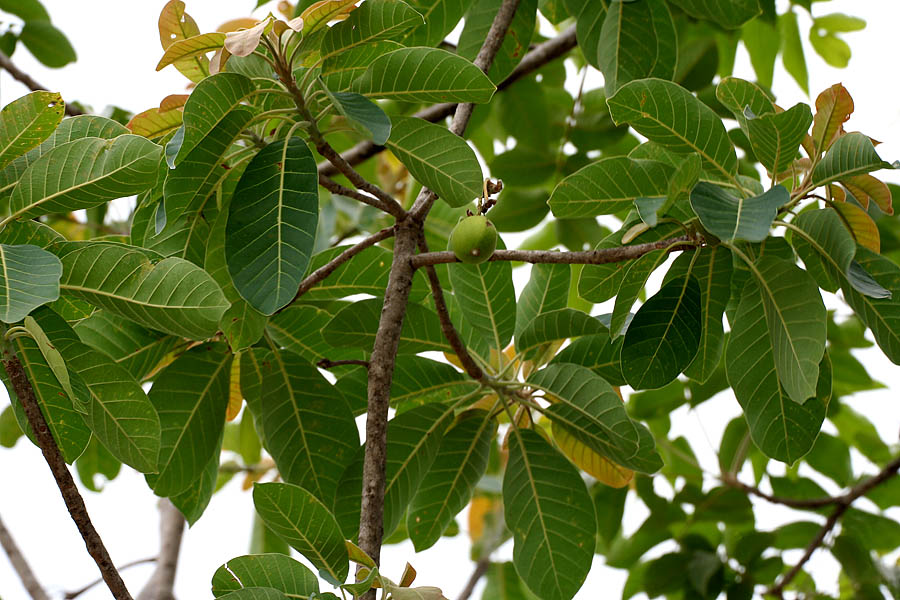
Madhuca longifolia var. latifolia a Narsapur, Índia.

Les sapotàcies (Sapotaceae) són una família de plantes angiospermes. Inclou unes 800 espècies d'arbres i arbustos de fulles perennes, agrupades en 62 gèneres. La distribució actual és pantropical, però fins al Plistocè mitjà també ocupaven el nord-oest de la regió mediterrània incloent els Països Catalans
Moltes espècies tenen fruits comestibles i/o tenen usos econòmics. Entre les de fruit comestible hi ha Manilkara zapota (Sapodilla, Sapota), Manilkara chicle (xiclet), Chrysophyllum cainito (Chrysophyllum cainito, Pouteria (Abiu, Canistel, Lúcuma), etc.
Els arbres del gènere Palaquium (Gutaperxa) produeixen un important làtex amb molts usos.
Les llavors de l'arbre Argania spinosa (L.) Skeels produeixen un oli comestible, tradicionalment utilitzat al Marroc.
El nom de la família deriva del nom vernacle mexicà zapote, que deriva del nàhuatl "tzapotl", llatinitzat com a sapota.

## Gèneres
Dins d'aquesta família es reconeixen els següents gèneres:
- Amorphospermum F.Muell.
- Aningeria Aubrév. & Pellegr.
- Aubregrinia Heine
- Aulandra H.J.Lam
- Autranella A.Chev.
- Baillonella Pierre
- Bemangidia L.Gaut.
- Breviea Aubrév. & Pellegr.
- Burckella Pierre
- Capurodendron Aubrév.
- Chromolucuma Ducke
- Chrysophyllum L.
- Delpydora Pierre
- Diploknema Pierre
- Diploon Cronquist
- Donella Pierre ex Baill.
- Eberhardtia Lecomte
- Ecclinusa Mart.
- Elaeoluma Baill.
- Englerophytum K.Krause
- Faucherea Lecomte
- Gambeya Pierre
- Gluema Aubrév. & Pellegr.
- Inhambanella Dubard
- Isonandra Wight
- Labourdonnaisia Bojer
- Labramia A.DC.
- Lecomtedoxa Dubard
- Letestua Lecomte
- Madhuca Buch.-Ham. ex J.F.Gmel.
- Magodendron Vink
- Malacantha Pierre
- Manilkara Adans.
- Micropholis (Griseb.) Pierre
- Mimusops L.
- Neohemsleya T.D.Penn.
- Neolemonniera Heine
- Niemeyera F.Muell.
- Northia Hook.f.
- Omphalocarpum P.Beauv.
- Palaquium Blanco
- Payena A.DC.
- Pichonia Pierre
- Planchonella Pierre
- Pleioluma (Baill.) Baehni
- Pouteria Aubl.
- Pradosia Liais
- Pycnandra Benth.
- Sahulia Swenson
- Sarcaulus Radlk.
- Sarcosperma Hook.f.
- Sersalisia R.Br.
- Sideroxylon L.
- Spiniluma (Baill.) Aubrév.
- Synsepalum (A.DC.) Daniell
- Tieghemella Pierre
- Tridesmostemon Engl.
- Tsebona Capuron
- Van-royena Aubrév.
- Vitellaria C.F.Gaertn.
- Vitellariopsis (Baill.) Dubard
- Xantolis Raf.